# Monastère de Goritsy
 (signalé en juin 2025).
Si vous disposez d'ouvrages ou d'articles de référence ou si vous connaissez des sites web de qualité traitant du thème abordé ici, merci de compléter l'article en donnant les références utiles à sa vérifiabilité et en les liant à la section « Notes et références ».
- Archive Wikiwix
- Bing
- Cairn
- DuckDuckGo
- E. Universalis
- Gallica
- Google
- G. Books
- G. News
- G. Scholar
- Persée
- Qwant
- (zh) Baidu
- (ru) Yandex
- (wd) trouver des œuvres sur Wikidata

Le monastère de la Résurrection de Goritsy (Горицкий Воскресенский монастырь) est un monastère orthodoxe féminin, situé dans le village de Goritsy, dans le raïon de Kirillov de l'oblast de Vologda, au nord de la Russie. Il se trouve à six kilomètres du monastère de Kirillo-Belozersky, à proximité de la petite ville de Kirillov et au bord de la rivière Cheksna, petit affluent de la Volga.

## Historique
Le monastère est fondé en 1544 par la princesse Euphrosyne Staritskaïa (née princesse Khovanskaïa) dont le mari était André (1490-1533), le frère cadet du grand-prince Vassili III, donc l'oncle d'Ivan le Terrible. Euphrosyne avait soulevé les habitants de Novgorod contre le pouvoir des princes de Moscou et fut donc emprisonnée de 1537 à 1540. Finalement le prince Chouïsky, conseiller d'Ivan le Terrible, réussit à le convaincre de la faire libérer. Cependant, son jeune fils Vladimir (1533-1569), qui avait été enfermé avec elle, pouvait être considéré comme un possible tzarévitch par les détracteurs du pouvoir du tsar, le fils d'Ivan, Dimitri (1582-1591), n'étant pas encore né.
Ivan le Terrible avait donc toutes les raisons de se méfier de sa tante. Il l'obligea finalement à prendre le voile au monastère Saint-Athanase de Moscou, en 1563, et à rejoindre ensuite, sous le nom de Mère Eudoxie, le monastère de Goritsy, naguère fondé par elle. Elle fut une brodeuse d'or remarquable et certaines de ses pièces sont encore visibles au Musée Russe de Saint-Pétersbourg. Elle termina sa vie dans la dévotion et mourut le 20 octobre 1569, la même année que l'assassinat de son fils. Elle fut canonisée ensuite par l'Église orthodoxe.
En 2007, on a trouvé deux corps de femmes et certains considèrent, malgré l'avis des historiens, que l'un d'eux est celui de la fondatrice, considérée pourtant comme ayant été enterrée en l'église de Saint-Michel-Archange du kremlin de Moscou[réf. nécessaire].
Le monastère fut fermé par les Bolcheviks en 1920. En 1970, il fut mis sur la liste du secteur naturel protégé (zapovednik) de l'ensemble historico-culturel du monastère de Kirillo-Belozersky et de ses environs.
Au début des années 1990, une petite communauté de religieuses s'est installée à nouveau au couvent.